# Поліорганна недостатність
Поліорганна недостатність (англ. Multiple organ dysfunction syndrome), синдром поліорганної недостатності — важка неспецифічна стрес-реакція організму, сукупність недостатності кількох функціональних систем, що розвивається як термінальна стадія більшості гострих захворювань і травм. Головною особливістю поліорганної недостатності є нестримність розвитку ушкодження органа або системи до такої міри, що він не здатний підтримувати життєзабезпечення організму. На частку синдрому припадає до 80 % загальної летальності палат реанімації та інтенсивної терапії хірургічних стаціонарів.
Слід відрізняти синдром поліорганної недостатності від термінальної полівісцеропатії, коли внаслідок хронічного патологічного процесу або старості послідовно й необоротно втрачають функції всі структурно-функціональні системи організму.

## Історія
Термін «поліорганна недостатність» уперше з'явився в роботі N. Туlneу та співавт. «Послідовна системна недостатність після розриву аневризми черевної аорти. Невирішена проблема післяопераційного лікування» (1973). Надалі іншими вченими — А.Baue (1975), B.Eisman (1977) і D.Fry (1980—1982), були остаточно виокремлені особливості цього стану та його дефініції.

## Патагонез
Поліорганна недостатність розвивається як результат важкої поєднаної травми, еклампсії, сепсису, інфекційно-токсичного та геморагічного шоку, коми, спричиненої діабетом, менінгоенцефалітом, отруєннями.
В основі розвитку синдрому лежить гостре зниження обміну речовин і енергоутворення внаслідок розладів метаболізму і мікроциркуляції в тканинах, що призводить до порушення функцій і структури органів. Етіологічні чинники (важка травма, токсичні агенти та ін.), ушкоджуючи клітинні та судинні мембрани, призводять поліморфноядерні нуклеари (гранулоцити) та ендотеліоцити в стан «кисневого вибуху», що провокує викид величезної кількості медіаторів поліорганної недостатності, які мають різноспрямовані ефекти.
Розвивається комплекс патологічних змін як у вогнищі ураження, так і на рівні формування механізмів адаптації (гіпофіз, гіпоталамус, кора надниркових залоз).
Виділяють 3 фази патологічного процесу: 
Індукційна фаза — синтез низки гуморальних чинників, що запускають реакцію системної запальної відповіді.
Каскадна фаза — розвиток гострого легеневого ушкодження, активація каскадів калікреїн-кінінової системи, системи арахідонової кислоти, системи згортання крові та ін.
Фаза вторинної аутоагресії, гранично вираженої органної дисфункції та стабільного гіперметаболізму — втрата організмом здатності самостійно підтримувати гомеостаз.

## Клінічна картина
Клініка синдрому складається з проявів недостатності кожної з порушених систем організму. Крім того, медіатори ушкодження формують синдром системної запальної відповіді (ССВО) — генералізовану системну запальну реакцію. ССВО характеризується такими проявами:
- Температура тіла понад 38 або менше 36 градусів
- Частота серцевих скорочень понад 90 ударів на хвилину
- Частота дихальних рухів понад 20 на хвилину або артеріальна гіпокапнія менше 32 мм рт. ст.
- Лейкоцитоз понад 12000 мм або лейкопенія менше 4000 мм, або більше 10 % незрілих форм нейтрофілів

## Прогноз
У разі розвитку недостатності 3 і більше органів і систем прогноз несприятливий. Летальність за різними авторами коливається від 35 % до 70 %.
Для оцінки тяжкості поліорганної недостатності та прогнозування її результату було запропоновано різні системи об'єктивної оцінки тяжкості хворих. Однією з перших шкал, розроблених із цією метою, є шкала MOF (Multiple Organ Failure), що оцінює недостатність 7 систем організму — дихальної, серцево-судинної, сечовидільної, печінки, гематологічної, шлунково-кишкового тракту і центральної нервової системи. Зростання кількості балів корелює зі збільшенням летальності.

## Лікування
1. Перший за значущістю і часом напрямок — усунення дії пускового чинника або захворювання, що запустило і підтримує агресивний вплив на організм хворого (гнійна деструкція, важка гіповолемія, легенева гіпоксія, високоінвазивна інфекція і т. д.). За неусунутого етіологічного чинника будь-яке, найінтенсивніше лікування ПОН, безрезультатне.

1. Другий напрямок — корекція порушень кисневого потоку, що включає відновлення киснетранспортної функції крові, терапію гіповолемії і гемоконцентрації, купірування розладів гемореології.

1. Третій напрям — заміщення, хоча б тимчасове, функції ушкодженого органа або системи за допомогою медикаментозних та екстракорпоральних методів.